# Ust-Dzhigutinka
Ust-Dzhigutinka (del ruso: Усть-Джигутинка) es un jútor del raión de Tijoretsk del krai de Krasnodar, en Rusia. Está situado en las llanuras de Kubán-Priazov, en la orilla izquierda del arroyo Atamanka, afluente por la derecha del Chelbas, 10 km al sudeste de Tijoretsk y 122 km al nordeste de Krasnodar, la capital del krai. Tenía 81 habitantes en 2010
Pertenece al municipio Yugo-Sévernoye.

## Transporte
Por la localidad pasa la carretera federal M29 Cáucaso Pávlovskaya-frontera azerí.